# Arizonska platana
Arizonska platana (lat. Platanus wrightii), rijetko listopadno stablo iz roda vodoklena čije područje rasprostranjenosti obuhvaća američke savezne države Arizoniu i Novi Meksiko, te meksičke države Sonoru, Chihuahua i Sinalou.
Naraste do 25 metara viaine

## Rasprostranjenost
Arizonska platana je drvo središnje arizonske tranzicijske zone, iz regije Mogollon Rim-White Mountains. Raspon pojavljivanja se proteže na jugozapadni Novi Meksiko i dijelove meksičkih saveznih država Sonore, Chihuahua i Sinaloe u Meksiku. U Arizoni se raspon proteže na jug prema sjevernoj Sonori. Na jugoistoku Arizone, ovo drvo se može naći u sjeveroistočnom dijelu pustinje Sonora, te u sjevernom dijelu planinskog lanca Sierra Madre Occidental. 
Arizonska platana prevladava uz obale rijeka u području Nebeski otoci Madrean, području "nebeskih otoka" na jugoistoku Arizone te u regiji Bootheel u Novom Meksiku i uz rijeku San Francisco u zapadnom Novom Meksiku, sjeveroistočnoj Sonori i krajnjem sjeverozapadu Chihuahua). Vrsta je rasprostranjenija zapadno od regije Madrean Sky Islands, još uvijek u središnjoj i sjeveroistočnoj pustinji Sonora, području oko Nacionalnog spomenika Organ Pipe Cactus na granici Arizone i Sonore, s rasponom koji se proteže u Sonori u Sierra Madre Occidental, tj. u njegovo zapadno podnožje. Postoje sporadična izvješća o pojavi ove vrste još istočnije u planinama Sierra Madre Occidental. 

## Sinonimi
- Platanus racemosa subsp. wrightii (S.Watson) A.E.Murray
- Platanus racemosa var. wrightii (S.Watson) L.D.Benson